# Festival international du film de Genève
Le Festival international du film de Genève (GIFF, de l'anglais Geneva International Film Festival) est un festival audiovisuel existant depuis 1995, à Genève. Lors de sa fondation par le réalisateur Léo Kaneman le festival s'appelait Cinéma Tout Écran,. Le nom actuel est adopté en 2017.
Le festival présente des films de cinéma, des séries de télévision, des œuvres immersives, des web series et des vidéoclips,,.

## Sections non convergentes

### Compétition internationale de longs métrages
La Compétition internationale de longs métrages du Geneva International Film Festival (GIFF) met en lumière une dizaine de films, tous en première suisse. Décerné par un Jury international d’experts, le Reflet d’Or du meilleur long métrage est doté de 10'000 francs suisses.

### Compétition internationale de séries télévisées
Les dix pilotes retenus, tous inédits en Suisse, concourent pour obtenir le Reflet d’Or de la meilleure série tv, doté de 10'000 francs suisses et décerné par un Jury international d’experts.

### Compétition internationale d’œuvres immersives
Une sélection d’une dizaine de pièces numériques est présentée en première suisse et considérées par un Jury international d’experts qui décerne le Reflet d’Or, doté de 10'000 francs suisses, à la meilleure œuvre immersive de l’année.